# 타코벨 아레나
타코벨 아레나(영어: Taco Bell Arena)는 미국 아이다호주 보이시에 위치한 실내 경기장이다. 과거 D-리그 아이다호 스탬피드의 홈경기장으로 사용했다.